# مرد عنکبوتی: ابعاد شکسته
«مرد عنکبوتی: ابعاد شکسته» (انگلیسی: Spider-Man: Shattered Dimensions) یک بازی ویدئویی در سبک نئو-نوآر است که توسط اکتیویژن و در سال ۲۰۱۰ و در پلت‌فرم‌های نینتندو دی‌اس، وی، اکس‌باکس ۳۶۰، پلی‌استیشن ۳، و مایکروسافت ویندوز منتشر شده‌است.